# Walter Van Tilburg Clark
Walter Van Tilburg Clark (3. srpna 1909, East Orland, Maine — 10. listopadu 1971, Reno, Nevada) byl americký spisovatel, který se proslavil především svým westernovým příběhem Jízda do Ox-Bow (The Ox-Bow Incident).

## Životopis
Walter Van Tilburg Clark se narodil ve městě East Orland v Maine. Když mu bylo devět let, stal se jeho otec presidentem University of Nevada (UNR) v Renu. V tomto městě Clark vyrostl, vystudoval zde střední školu a v roce 1932 i univerzitu. Roku 1933 se oženil a stal se profesorem angličtiny. Působil na středních školách ve městech Cazenovia ve státě New York a Virginia City v Nevadě. Později začal učit také na UNR, kde od roku 1962 až do své smrti působil jako tzv. Writer-in-residence (jeho úkolem je zejména radit začínajícím spisovatelům).
Svou literární kariéru začal Clark jako básník, když roku 1930 vydal vlastním nákladem báseň Vánoce přicházejí do Hjalsenu (Christmas Comes to Hjalsen). Skutečný úspěch mu však přinesl až román Jízda do Ox-Bow (The Ox-Bow Incident) z roku 1940 zabývající se problematikou lynčování, který patří mezi mistrovská díla ze žánrru westernu. Kromě tohoto románu publikoval Clark ještě dva další a také dvě sbírky povídek. Za své dílo by roku 1988 jako první uveden do Síně slávy nevadských spisovatelů (Nevada Writers Hall of Fame).

## Dílo
- Christmas Comes to Hjalsen  (1930, Vánoce přicházejí do Hjalsenu), báseň vydaná vlastním nákladem,
- Best College Verse (1931), sbírka básní,
- Ten Women in Gale's House and Shorter Poems (1932), sbírka básní,
- To a Friend with New Shoes (1934), báseň,
- The Ox-Bow Incident (1940, Jízda do Ox-Bow), román odehrávající se v Nevadě roku 1885 a zabývající se problematikou lynčování. Příběh, ve kterém skupina obyvatel jednoho malého města popraví tři nevinné muže, které považuje za vrahy místního farmáře a za zloděje jeho dobytka, se vymyká ustalenému schématu běžných westernů. Autor v něm na odlišných postojích jednotlivých postav zdůrazňuje morální otázky a odsuzuje právo na braní zákona do vlastních rukou. Kniha byla roku 1943 úspěšně zfilmována.
- The City of Trembling Leaves (1945), román, příběh citového zrání mladého chlapce,
- The Track of the Cat (1949, Stopování kočky), román, příběh muže pronásledujícího pumu, která zabila jeho bratra. Kniha byla roku 1954 zfilmována.
- The Watchful Gods (1950, Ostražití bohové), sbírka povídek,
- The Portable Phonograph (1950, Přenosný gramofon), sbírka povídek.

## Filmové adaptace
- The Ox-Bow Incident (Jízda do Ox-Bow), USA 1943, režie William A. Wellman, v hlavních rolích Henry Fonda, Dana Andrews a Anthony Quinn.
- The Track on the Cat (Stopování kočky), USA 1954, režie William A. Wellman, v hlavních rolích Robert Mitchum a Teresa Wrightová.

## Česká vydání
- Jízda do Ox-Bow, Mladá fronta, Praha 1966, přeložil Tomáš Korbař.